# OR5D16
OR5D16 (англ. Olfactory receptor family 5 subfamily D member 16) – білок, який кодується однойменним геном, розташованим у людей на короткому плечі 11-ї хромосоми. Довжина поліпептидного ланцюга білка становить 328 амінокислот, а молекулярна маса — 37 278.
| 10         |  | 20         |  | 30         |  | 40         |  | 50         |
| ---------- |  | ---------- |  | ---------- |  | ---------- |  | ---------- |
| MFLTERNTTS |  | EATFTLLGFS |  | DYLELQIPLF |  | FVFLAVYGFS |  | VVGNLGMIVI |
| IKINPKLHTP |  | MYFFLNHLSF |  | VDFCYSSIIA |  | PMMLVNLVVE |  | DRTISFSGCL |
| VQFFFFCTFV |  | VTELILFAVM |  | AYDHFVAICN |  | PLLYTVAISQ |  | KLCAMLVVVL |
| YAWGVACSLT |  | LACSALKLSF |  | HGFNTINHFF |  | CELSSLISLS |  | YPDSYLSQLL |
| LFTVATFNEI |  | STLLIILTSY |  | AFIIVTTLKM |  | PSASGHRKVF |  | STCASHLTAI |
| TIFHGTILFL |  | YCVPNSKNSR |  | HTVKVASVFY |  | TVVIPLLNPL |  | IYSLRNKDVK |
| DAIRKIINTK |  | YFHIKHRHWY |  | PFNFVIEQ   |  |            |  |            |

A: Аланін

C: Цистеїн

D: Аспарагінова кислота

E: Глутамінова кислота

F: Фенілаланін

G: Гліцин

H: Гістидин

I: Ізолейцин

K: Лізин

L: Лейцин

M: Метіонін

N: Аспарагін

P: Пролін

Q: Глутамін

R: Аргінін

S: Серин

T: Треонін

V: Валін

W: Триптофан

Кодований геном білок за функціями належить до рецепторів, g-білокспряжених рецепторів, білків внутрішньоклітинного сигналінгу. 
Локалізований у клітинній мембрані, мембрані.